# HAPPY MAPPY
HAPPY MAPPY（ハッピー・マッピー）は、エフエムラジオ新潟（FM-NIIGATA）で2018年4月2日から2023年3月27日まで放送されていたラジオ番組。通称「ハピマピ」。

## 概要
2018年3月まで放送されていた『FIGUEROA』を土曜深夜に集約させたうえで、当該時間帯の帯番組を各曜日に分解。さらに『SOUND SPLASH』の放送時間を1時間繰り下げて放送を開始した。
そのうちの月曜日に放送される番組で、キャッチフレーズは「この番組を聴いて、1週間をよりHAPPYに」。

## 放送時間
- 月曜日 13:30 - 16:55（2018年4月 - 2019年12月）
- 月曜日 13:30 - 15:55（2020年1月 - 2023年3月）

## パーソナリティ
- 村井杏
- Megu（Negicco）

2018年4月30日はNegicco NIIGATA LOTS があったためほぼ全編村井のみの出演。なお、ライブリハ終了後にNegicco3人がそろって出演している。
2020年11月-2021年1月は、村井杏が産休・育休のため、FM-NIIGATAパーソナリティの山之内善治が代役を務めていた。
2022年12月-2023年3月中旬は、Meguが産休・育休に入った。このときは代役は立てず、村井ひとりでの放送となった。
2023年4月からFM-NIIGATAの平日午後の番組編成がリニューアルされることとなり、その一環で当番組は終了することとなった。産休・育休に入っていたMeguは約3ヶ月半ぶりの3月20日に番組復帰を果たしたが、その翌週27日には最終回を迎えることとなった。
Meguはファンの間では「ぽんちゃ」という愛称があるが、村井には「おめぐ」と呼ばれるところもこの番組の特徴のひとつだった。